# 貿易要公平

貿易要公平的官方標誌，此為香港版本。國際通用版本並無左邊中文字樣。

貿易要公平（Make Trade Fair）是一個由國際樂施會（Oxfam International）主導的活動，目的是向各國政府、機構、跨國企業宣傳貿易正義和公平貿易。

## 目的
這項活動主要希望能終止在貿易上的某些情況：
- 傾銷，是指在實施高額產業補貼的富裕國家，其生產過多的產品（例如米、棉花、玉米、糖等）以窮困國家的農民無法與之競爭的極低價格售出。這會造成貿易市場上的不公平，開發中國家的農民無法和廉價的國外製造商和公司的產品競爭。[1]
- 關稅問題，開發中國家對進口貨物強制收取高額關稅，限制了開發中國家的產品銷售。[2]
- 女性不平等的勞動基本權，所賺取的薪水通常較同職位的男性低。[3]
- 嚴格的專利控制，提高醫療、藥物和教科書的價格。而開發中國家卻往往無法取得這些必需品。[4]

## 關鍵活動

### The Big Noise
「The Big Noise」（直譯為：大噪音）是一個全球性的請願連署活動，希望呼籲各國政府幫助終止不公平貿易的情況。活動在2002年4月展開。截至2005年底，共募集到約1,780萬個簽名。在2003年，杜圖（Desmond Tutu）是這項活動的第一百萬名的榮譽連署者。其他參與連署的名人包括第十四世达赖喇嘛、聯合國秘書長科菲·安南、以及音樂家波諾和克里斯·馬汀。
連署也伴隨了一項知名的攝影活動，將各種農作物、食物「傾倒」在名人身上，以突顯不公平貿易中的傾銷問題。包括柯林·佛斯（Colin Firth）、湯姆·約克、潔米莉雅（Jamelia）和運動選手海爾·吉布塞拉西（Haile Gebrselassie）等多位名人都參與了這項攝影活動。

### Make Trade Fair演唱會
為了宣傳公平貿易活動，Make Trade Fair分別在2002年和2004年於倫敦舉行了兩場特別演唱會。在演唱會結束後是樂施會的公益宣導活動。在2002年「Fairplay」中演出的藝人包括克里斯·馬汀、綠洲樂團的諾埃爾·加拉格爾（Noel Gallagher）和炸藥小姐（Ms. Dynamite），2004年的活動則有REM的麥可·史帝普（Michael Stipe）、樂團（Razorlight）和顫動樂團（The Thrills）的演出。

### 2005年世界貿易組織部長級會議
Make Trade Fair也在於香港舉行的2005年世界貿易組織（WTO）部長級會議中進行相關活動。舉辦各種展示和行動，包含向世界貿易組織秘書長拉米（Pascal Lamy）遞交1,780萬份的連署簽名。

## 外部連結
- Make Trade Fair - 國際官方網站
- 貿易要公平 - 香港官方網站